# Brad's Status
Brad's Status è un film del 2017 diretto da Mike White ed interpretato da Ben Stiller, Austin Abrams, Michael Sheen, Jenna Fischer e Luke Wilson. Venne presentato in anteprima il 9 settembre 2017 al 2017 Toronto International Film Festival e distribuito nei cinema da Amazon Studios il 15 settembre 2017.

## Trama
Brad Sloan gestisce la sua Organizzazione non-profit e vive una vita agiata con moglie e figlio, ma non può fare a meno di contemplare come i suoi vecchi amici Craig Fisher, Billy Wearslter, Jason Hatfield e Nick Pascale siano ricchi e realizzati. Craig lavora alla Casa Bianca e ha pubblicato un best seller; Jason possiede una società di hedge fund; Billy ha venduto un'azienda da lui fondata, si è trasferito a Maui e si è ritirato a vita privata; e Nick è un regista di Hollywood. La moglie di Brad, Melanie, cerca di confortare il marito, dicendogli che non hanno bisogno di confrontarsi con l'1% più ricco.
Al mattino, Brad e suo figlio, Troy, partono per Boston per visitare i college. Dopo che Troy gli ha confessato che intende entrare ad Harvard, Brad vede questo come un modo per compensare le sue ambizioni perdute. Dopo essere arrivati ad Harvard per incontrare i admissions, scoprono di aver mancato l'appuntamento per un giorno. Brad sostiene di vedere il comitato di ammissione, ma Troy lo convince a fare marcia indietro. Melanie suggerisce a Brad di chiamare Craig, cosa che accetta con riluttanza. Brad chiama Billy per ottenere il numero di Craig e scopre che Nick si è sposato con il suo ragazzo alcuni anni fa, ma Brad non è stato invitato. Poi si lamenta di come l'esclusione dei suoi amici da lui confermi le sue paure: lui non è solo un fallimento per se stesso, ma anche per gli altri. Brad riflette anche sulla sua vita sessuale in declino con Melanie e su come sua moglie si accontenti facilmente, cosa che pensa potrebbe aver minato le sue ambizioni. In un ristorante, Brad confessa a Troy di sentirsi escluso. Dopo aver parlato con Craig, Craig fa incontrare Troy con un famoso professore di musica di Harvard e il decano delle ammissioni.
Brad e suo figlio incontrano Ananya, una musicista liceale amica di suo figlio, e la sua amica Maya. Brad apprezza l'idealismo di Ananya e il suo rispetto per il suo lavoro, ricordandogli i suoi giorni migliori. Rivela anche a Brad che non le sono piaciute le lezioni di Craig poiché lo trova sessista ed arrogante. Dopo aver cenato con loro, Brad e Troy rifiutano l'offerta di un drink con loro e tornano al loro hotel.
Quella notte, Brad non riesce a dormire così decide di andare a bere qualcosa con Ananya. Le dice che la vita non-profit è stata un errore e che avrebbe dovuto provare a fare soldi. Ananya gli dice che sta vivendo una vita privilegiata e che dovrebbe essere grato per quello che ha nella sua vita.
Troy incontra il suo compositore musicale modello grazie a Craig. Tuttavia, quando Troy dice a Brad che il suo idolo non è così figo come pensava, i due iniziano a discutere. Brad dice a Troy che non può giudicare le persone per essersi vendute perché vive solo in una bolla. La discussione finisce presto e Troy partecipa al suo colloquio. Durante il colloquio, Jason telefona a Brad e lo informa che si trova alla Mayo Clinic e che sua figlia di 3 anni ha un problema alla spina dorsale. Scosso dalla notizia, Brad si dimentica di chiedere a Troy come è andato il suo colloquio. Troy dice a Brad che le cose sono andate davvero bene. Brad poi accompagna Troy a Tufts, la sua alma mater, dove scopre che il suo vecchio professore è appena morto. Mentre guarda Troy andare in giro per Tufts, Brad esprime il suo orgoglio per suo figlio e desidera che Melanie fosse lì con loro.
La sera successiva, Brad è a cena con Craig, per ringraziarlo adeguatamente per il suo aiuto. Scopre che i suoi vecchi amici, quelli che crede stiano conducendo una vita privilegiata, in realtà vivono con grossi problemi. Oltre alla figlia di Jason Hatfield che soffre di una grave condizione medica, viene a sapere che la compagnia di Jason è sotto inchiesta legale. Inoltre scopre che Billy Wearslter è un tossicodipendente e alcolizzato. Craig esprime anche alcune osservazioni omofobe su Nick. Mentre Brad tollera i continui vaneggiamenti e complimenti ambigui di Craig, alla fine Brad si sente in conflitto su come Craig lo tratta, chiedendosi se sono davvero amici. Quando Craig sembra confuso dalla reazione di Brad, Brad abbandona bruscamente la loro cena. Decide di unirsi a Troy all'esibizione orchestrale in cui suonano Ananya e Maya, spiegando a Troy che preferisce essere lì con lui. La bella musica trasporta Brad in un sentimento emotivo e riflessivo, e l'uomo finisce col rendersi conto che ama ancora le cose del mondo. Dopo essere tornato in albergo quella sera, Troy chiede a suo padre se ha un esaurimento nervoso. Brad gli dice che a volte dubita che la gente lo consideri un fallito. Troy spiega che tutti pensano solo a se stessi, quindi non si curano nemmeno se Brad sia un fallito o meno. Troy aggiunge che la sua opinione è l'unica che conta e che gli vuole bene. Brad è commosso ed addolcito dalle parole di Troy.
Nei suoi pensieri, Brad cerca di immaginare il suo futuro. Il film finisce con lui che ripete: "Siamo ancora vivi. Sono ancora vivo", mentre si gira e si addormenta. Alla fine dei titoli di coda, l'immaginazione di Brad torna a pensare che suo figlio stia suonando per strada.

## Produzione
Il 13 luglio 2016, è stato annunciato che Plan B Entertainment stava sviluppando una commedia, Brad's Status, scritta e diretta da Mike White, in cui avrebbe recitato Ben Stiller. Il 31 ottobre 2016, Amazon Studios è salito a bordo del progetto per co-finanziare e distribuire il film. Michael Sheen, Luke Wilson, Jenna Fischer ed Austin Abrams si sono uniti a Stiller nel cast.
Le riprese del film sono iniziate nell'ottobre 2016 a Montréal.

## Distribuzione
Nel maggio 2017, è stato annunciato che Amazon Studios ed Annapurna Pictures, che hanno prodotto un altro film distribuito da Amazon, Wiener-Dog, avrebbero co-distribuito il film il 15 settembre 2017.

## Accoglienza

### Critica
Sul sito Rotten Tomatoes, il film ha un indice di gradimento dell'80% sulla base di 172 recensioni, con una valutazione media di 6,84/10. Il consenso critico del sito recita: "Brad's Status trascende la sua premessa familiare con osservazioni penetranti e l'interazione tra le star Ben Stiller e Austin Abrams." Su Metacritic il film ha un punteggio medio ponderato di 71 su 100, basato su 40 critici, indicando "recensioni generalmente favorevoli".

### Botteghini
Il film ha incassato ai botteghini 3,8 milioni di dollari.

## Riconoscimenti
- 2017 - Toronto International Film Festival[8]
  - Nomination Platform Prize
- 2017 - Gotham Independent Film Awards[8][9]
  - Nomination Miglior sceneggiatura
- 2018 - Monte-Carlo Film Festival de la Comédie[8]
  - Premio Speciale della Giuria